# Islão na Oceania
A Oceania é o continente com menor número de seguidores do Islamismo. A Austrália tem no Islamismo a sua terceira maior religião, após o Cristianismo e o Budismo. Segundo atuais estimativas, existirão cerca de 1 500 000 muçulmanos na Oceania, sendo 1 300 000 na Austrália, 36 000 na Nova Zelândia, 62 500 em Fiji, 6350 na Nova Caledónia, 2000 na Papua-Nova Guiné, 350 nas Ilhas Salomão, 200 em Vanuatu, 100 em Tonga, e números menores em Quiribati e Samoa..